# Astrid Nyberg
Astrid Birgitta Nyberg, född 5 januari 1877, död 9 september 1928, var en svensk chefredaktör och kvinnosakskvinna.
Astrid Nyberg var Sveriges första kvinnliga chefredaktör. Hennes tidning hette N.H.T. Vestkusten och var en sammanslagning av Norra Hallands Tidning och tidningen Vestkusten från Kungsbacka. Som chefredaktör med redaktion i Varberg drev Astrid Nyberg en betydande opinionsbildning för kvinnlig rösträtt.

## Biografi
Astrid Nyberg föddes 1877 som det tredje barnet till journalisten Johan Peter Nygren och hustrun Johanna, född Ullgren. Fadern köpte tidningen N.H.T. Vestkusten 1878. Han kom då närmast från Göteborgs Handels- och Sjöfarts-Tidning, där han arbetat tillsammans med den tidens stora namn som S.A. Hedlund och Viktor Rydberg i en liberal kulturmiljö.
Astrid Nyberg tog studenten som privatist. Hon arbetade som sjuksköterska innan hon övertog chefskapet över tidningen 1903, då fadern ville gå i pension. I början redigerade hon ensam sin tidning. Hon refererade alla större och mindre sammankomster och cyklade därför runt på landsbygden för att få information, vilket skildrades i serien ”På stålmärr genom våra bygder”. Tidningen växte så småningom betydligt under hennes ledning, och hon fick många medarbetare – en grupp manliga journalister samt kvinnlig kontorspersonal. Hon drev också framgångsrikt ett boktryckeri.
Astrid Nyberg var en engagerad anhängare av press- och tryckfrihet. I grunden var hon snarast konservativ men med radikala inslag, en ideellt inriktad känslomänniska. Hon var medlem i Varbergs lokalavdelning för nykterhetsorganisationen Vita Bandet och under en kort period dess ordförande, samt även medlem i Varbergs Föreningen för kvinnans politiska rösträtt. I sin tidning stred hon för kvinnors politiska rösträtt och informerade på sina tidningssidor om föreningens olika sammankomster. Hon tyckte om tidens kulturradikaler som till exempel August Strindberg och Ellen Key. Astrid Nyberg hävdade i rösträttsfrågan att samma villkor skulle gälla för gift och ogift kvinna. Rösträttskämpen Frigga Carlberg berättade från ett besök i Varberg 1909 att Astrid Nyberg hållit ett uppviglande tal för rösträtten i hamnen och därefter blivit uppkallad till borgmästaren för att förklara sig. ”Hon ser ut och talar som den vildaste suffragett, älskar Kata Dalström och Victor Larssons minne med glödande kärlek och är huvudredaktör för en högertidning,” skrev Frigga Carlberg.
Astrid Nyberg avled 1928 och hennes tidning överläts då till personalen.